# Platygobiopsis akihito
Platygobiopsis akihito är en fiskart som beskrevs av Springer och Randall 1992. Platygobiopsis akihito ingår i släktet Platygobiopsis och familjen smörbultsfiskar. Inga underarter finns listade i Catalogue of Life.